# 애나 칼비
애나 칼비(Anna Calvi, 1980년 9월 24일 ~ )는 잉글랜드의 싱어송라이터이다.

## 앨범 목록
- Anna Calvi (2011)
- One Breath (2013)
- Hunter (2018)